# Jiang Guangnai
Jiang Guangnai (蔣光鼐, 10 septembre 1888–8 juin 1967) est un général et homme politique de la république de Chine puis de la république populaire de Chine originaire du Guangdong.

## Biographie
Il devient garde du corps de Sun Yat-sen et, en 1932, est promu au grade de général et commandant en chef de l'armée de la 19e route, conduisant la défense victorieuse de Shanghai contre l'armée impériale japonaise lors de l'incident du 28 janvier 1932.
Après la fin du cessez-le-feu, l'armée de la 19e route est réassignée par Tchang Kaï-chek à la suppression de l'insurrection communiste du Fujian. Elle gagne plusieurs batailles avant de négocier une paix. Jiang Guangnai rejoint cependant l'insurrection qui, le 22 novembre 1933, fonde le gouvernement populaire du Fujian, détaché du contrôle du gouvernement de Nankin de Tchang. Le nouveau gouvernement n'est cependant pas soutenu par les seigneurs de guerre locaux ou par les autres éléments communistes et est rapidement anéanti par les armées de Tchang en janvier 1934. Jiang fuit avec sa famille à Hong Kong et le reste de l'armée est dissoute et absorbée dans d'autres unités de l'armée nationale révolutionnaire.
Durant la seconde guerre sino-japonaise de 1939 à 1944, il est vice-commandant en chef de la 4e zone de guerre. En 1945, il est nommé vice-commandant-en-chef de la 7e zone de guerre.
Après la guerre civile chinoise, Mao Zedong nomme Jiang au ministère des Textiles de la nouvelle république populaire de Chine en 1950.
La plupart des officiers de haut rang subissent les persécutions des gardes rouges durant la révolution culturelle de 1966 mais Jiang est sauvé par Zhou Enlai qui s'arrange habilement pour qu'il se joigne à lui et à Mao Zedong lors de l'inspection des gardes rouges à la porte de Tian'anmen, dont certains avaient saccagé la maison de Jiang peu de temps auparavant. Durant l'inspection, Jiang est placé presque à côté de Mao. Zhou se dirige lui-même vers Jiang devant les gardes rouges et lui demande comment il a fait après la « visite » des gardes chez lui. Devant Mao, Jiang s'empresse de répondre que les gardes rouges sont toujours relativement civilisés. Après cela, les gardes ne persécuteront plus Jiang qui meurt l'année suivante à Pékin.